# An End Has a Start (single)
An End Has a Start is de tweede single van het album An End Has a Start van Editors. Het nummer komt op nummer 1 van de Kink 40 terecht en behaalt ook de Nederlandse Single Top 100.

## NPO Radio 2 Top 2000
| Nummer met noteringen in de NPO Radio 2 Top 2000 | '18  | '19  | '20  | '21  | '22  | '23  | '24  |
| ------------------------------------------------ | ---- | ---- | ---- | ---- | ---- | ---- | ---- |
| An End Has a Start                               | 1581 | 1400 | 1723 | 1804 | 1664 | 1724 | 1751 |

1. ↑  Een vetgedrukt getal geeft de hoogste notering aan.
2. ↑  2018 was het eerste jaar met een notering voor dit nummer.